# Ceratina tenkeana
Ceratina tenkeana är en biart som beskrevs av Cockerell 1937. Ceratina tenkeana ingår i släktet märgbin, och familjen långtungebin. Inga underarter finns listade i Catalogue of Life.